# 시간차
《시간차》는 발라드계 거장 작곡가 김형석과 작사가 김이나, 에이프릴의 멤버 나은, 진솔이 함께한 사계 프로젝트 중 <part.봄>에 해당한다.

## 개요
2019년 12월 23일부터 1월 31일까지 진행된 전 세계 팬들이 제작에 참여한 'WE X TOWN'의 첫 프로젝트로 참여한 사람만 WE X 한정반 앨범을 받을 수 있으며, 공동 제자작로 한정반 앨범 크래딧에 참여 제작자로서 이름이 올라간다.

2020년 3월 7일, 《쇼! 음악중심》, 3월 12일 《엠카운트다운》, 3월 17일 《더 쇼》에서 무대를 선보였다.

## 수록곡
| #            | 제목                    | 작사         | 작곡                          | 재생 시간 |
| ------------ | ----------------------- | ------------ | ----------------------------- | --------- |
| 1.           | 〈시간차〉              | 김이나       | 김형석 (편곡: 장지원, 심태현) | 3:47      |
| 2.           | 〈시간차 (Piano Ver.)〉 | 김이나       | 김형석 (편곡: 장지원, 심태현) | 3:47      |
| 3.           | 〈시간차 (inst.)〉      |              | 김형석 (편곡: 장지원, 심태현) | 3:47      |
| 총 재생 시간 | 총 재생 시간            | 총 재생 시간 | 총 재생 시간                  | 11:21     |